# Самюел Амеу
Самюел Амеу е бенински дипломат.
- Посланик в Швейцария от 2003 г. и за България от 2006.

Завършва немска филология в университета в Абиджан, Кот д'Ивоар.